# Растягаев, Иван Алексеевич
Иван Алексеевич Растягаев (9 ноября 1910, Никольское, Тамбовская губерния — 4 октября 1989, Раменский район, Московская область) — сапёр 137-го инженерно-сапёрного батальона, ефрейтор — на момент представления к награждению орденом Славы 1-й степени.

## Биография
Родился 28 октября 1910 года в селе Никольское (ныне — Знаменского района Тамбовской области). Окончил 3 класса. Работал на Черемушкинском кирпичном заводе в Москве.
В Красной Армии с сентября 1941 года. На фронте в Великую Отечественную войну с декабря 1941 года. Сражался под Москвой и Великими Луками, освобождал Белоруссию, Польшу, воевал на территории Германии. Форсировал Днепр, Припять, Буг, Вислу и Одер.
Сапёр 87-го отдельного штурмового инженерно-сапёрного батальона красноармеец Растягаев на восточной окраине города Ковель перед наступлением под обстрелом противника сделал проходы в минных полях. При возвращении с задания был ранен командир взвода. Растягаев вынес его к нашим позициям. В ходе боя 21 марта 1944 года в числе первых ворвался в траншею противника, уничтожил гранатами пулемёт с расчётом и обеспечил стрелковому взводу продвижение вперёд.
Приказом командира 260-й стрелковой дивизии от 20 апреля 1944 года за успешное выполнение заданий командования красноармеец Растягаев награждён орденом Славы 3-й степени.
17 сентября 1944 года в районе населённого пункта Михалув-Грабина сапёр 137-го инженерно-сапёрного батальона той же бригады, армии и фронта ефрейтор Растягаев устроил проход в минном заграждении, обезвредив 23 противотанковые и 18 противопехотных мин. Используя проход, стрелковые подразделения внезапно атаковали противника и ворвались в его траншеи.
Приказом по 47-й армии от 17 октября 1944 года ефрейтор Растягаев награждён орденом Славы 2-й степени.
27 марта 1945 года действуя в полосе наступления 143-й стрелковой дивизии проделал два прохода в минных полях противника, сняв до 30 противотанковых мин, и, несмотря на вражеский огонь, обеспечил движение по ним атакующих танков. При подходе к станции Нидер-Вутцов двигался впереди танков и, действуя как сапёр и как десантник, сделал проход в неизвлекаемом минном поле, провёл через него танки. В уличных боях из автомата уничтожил восемь противников.
Указом Президиума Верховного Совета СССР от 31 мая 1945 года за мужество, отвагу и героизм ефрейтор Растягаев Иван Алексеевич награждён орденом Славы 1-й степени.
В 1945 году Растягаев демобилизован. Жил в посёлке Тельмана Раменского района Московской области. Работал на фабрике «Спартак».
Награждён орденами Славы 1-й, 2-й и 3-й степени, Отечественной войны 1-й степени, медалями.
Умер 4 октября 1989 года. На площади Победы в городе Раменское у Вечного огня установлена гранитная плита, на которой высечено его имя.